# Acácio Cordeiro Barreto
Acácio Cordeiro Barreto, conosciuto come Acácio (Campos dos Goytacazes, 20 gennaio 1959), è un allenatore di calcio ed ex calciatore brasiliano, di ruolo portiere, preparatore dei portieri.

## Carriera

### Club
Durante la sua carriera nel calcio professionistico (svoltasi tra il 1977 e il 1996) ha militato per Americano, Serrano, Vasco da Gama, Madureira e in Portogallo per il Beira-Mar. Ha vinto tre campionati carioca (1982, 1987, 1988) e un titolo nazionale (1989).
Il 1988 è stato particolarmente significativo in quanto ha stabilito il record di 879 minuti di imbattibilità. Tale risultato è il quarto migliore nel campionato brasiliano di calcio.

### Nazionale
Nella nazionale di calcio brasiliana ha giocato 7 partite (di cui una non ufficiale, contro l'Al-Ahly nel 1989, ma dopo la pesante sconfitta incassata dalla Danimarca perde il posto in favore di Taffarel nella nazionale che partecipa a Italia 1990.

### Preparatore dei portieri
Dopo il ritiro Acácio ha assunto l'incarico di preparatore dei portieri per il Botafogo dal 2002 al 2007. Ha terminato l'incarico nel luglio del 2007.

## Statistiche

### Cronologia presenze e reti in nazionale
| Cronologia completa delle presenze e delle reti in nazionale ― Brasile | Cronologia completa delle presenze e delle reti in nazionale ― Brasile | Cronologia completa delle presenze e delle reti in nazionale ― Brasile | Cronologia completa delle presenze e delle reti in nazionale ― Brasile | Cronologia completa delle presenze e delle reti in nazionale ― Brasile | Cronologia completa delle presenze e delle reti in nazionale ― Brasile | Cronologia completa delle presenze e delle reti in nazionale ― Brasile | Cronologia completa delle presenze e delle reti in nazionale ― Brasile |
| Data                                                                   | Città                                                                  | In casa                                                                | Risultato                                                              | Ospiti                                                                 | Competizione                                                           | Reti                                                                   | Note                                                                   |
| ---------------------------------------------------------------------- | ---------------------------------------------------------------------- | ---------------------------------------------------------------------- | ---------------------------------------------------------------------- | ---------------------------------------------------------------------- | ---------------------------------------------------------------------- | ---------------------------------------------------------------------- | ---------------------------------------------------------------------- |
| 15-3-1989                                                              | Cuiaba                                                                 | Brasile                                                                | 1 – 0                                                                  | Ecuador                                                                | Amichevole                                                             | -                                                                      |                                                                        |
| 12-4-1989                                                              | Teresina                                                               | Brasile                                                                | 2 – 0                                                                  | Paraguay                                                               | Amichevole                                                             | -                                                                      |                                                                        |
| 10-5-1989                                                              | Fortaleza                                                              | Brasile                                                                | 4 – 1                                                                  | Perù                                                                   | Amichevole                                                             | -1                                                                     |                                                                        |
| 8-6-1989                                                               | Rio de Janeiro                                                         | Brasile                                                                | 4 – 0                                                                  | Portogallo                                                             | Amichevole                                                             | -                                                                      |                                                                        |
| 16-6-1989                                                              | Copenaghen                                                             | Svezia                                                                 | 2 – 1                                                                  | Brasile                                                                | Amichevole                                                             | -2                                                                     |                                                                        |
| 18-6-1989                                                              | Copenaghen                                                             | Danimarca                                                              | 4 – 0                                                                  | Brasile                                                                | Amichevole                                                             | -4                                                                     |                                                                        |
| Totale                                                                 |                                                                        | Presenze                                                               | 6                                                                      |                                                                        | Reti                                                                   | -7                                                                     |                                                                        |

## Palmarès

### Club

#### Competizioni nazionali
- Campionato brasiliano: 1

Vasco da Gama: 1989
- Campionato Carioca: 3

Vasco da Gama: 1982, 1987, 1988
- Taça Guanabara: 3

Vasco da Gama: 1986, 1987, 1990

### Nazionale
- Coppa America: 1

Brasile 1989